# Liste der Bodendenkmale in Byhleguhre-Byhlen
Die Liste der Bodendenkmale in Byhleguhre-Byhlen enthält alle Bodendenkmale der brandenburgischen Gemeinde Byhleguhre-Byhlen und ihrer Ortsteile. Grundlage ist die Veröffentlichung der Landesdenkmalliste mit dem Stand vom 31. Dezember 2020. Die Baudenkmale sind in der Liste der Baudenkmale in Byhleguhre-Byhlen aufgeführt.
|    | Gemarkung         | Flur | Kurzansprache                                                                             | Bodendenkmalnummer | Bemerkung | Bild |
| -- | ----------------- | ---- | ----------------------------------------------------------------------------------------- | ------------------ | --------- | ---- |
| 1  | Byhleguhre (Lage) | 1, 2 | Siedlung Steinzeit, Siedlung Bronzezeit, Siedlung römische Kaiserzeit                     | 10024              |           |      |
| 2  | Byhleguhre (Lage) | 2    | Siedlung Bronzezeit                                                                       | 10025              |           |      |
| 3  | Byhleguhre (Lage) | 2    | Siedlung Bronzezeit, Siedlung römische Kaiserzeit                                         | 10026              |           |      |
| 4  | Byhleguhre (Lage) | 2    | Dorfkern deutsches Mittelalter, Dorfkern Neuzeit                                          | 10027              |           |      |
| 5  | Byhleguhre (Lage) | 2    | Siedlung Urgeschichte                                                                     | 10028              |           |      |
| 6  | Byhleguhre (Lage) | 4    | Siedlung Bronzezeit                                                                       | 10029              |           |      |
| 7  | Byhleguhre (Lage) | 2    | Siedlung Bronzezeit                                                                       | 10031              |           |      |
| 8  | Byhleguhre (Lage) | 1, 2 | Siedlung Steinzeit, Rast- und Werkplatz Steinzeit                                         | 10032              |           |      |
| 9  | Byhleguhre (Lage) | 1    | Siedlung Urgeschichte                                                                     | 10033              |           |      |
| 10 | Byhleguhre (Lage) | 5    | Siedlung Bronzezeit, Gräberfeld Bronzezeit                                                | 10034              |           |      |
| 11 | Byhleguhre (Lage) | 1    | Siedlung Steinzeit, Rast- und Werkplatz Steinzeit                                         | 10035              |           |      |
| 12 | Byhleguhre (Lage) | 5    | Siedlung Bronzezeit                                                                       | 10036              |           |      |
| 13 | Byhleguhre (Lage) | 1    | Siedlung Eisenzeit, Siedlung Bronzezeit                                                   | 10037              |           |      |
| 14 | Byhleguhre (Lage) | 1    | Siedlung Steinzeit, Rast- und Werkplatz Steinzeit                                         | 10038              |           |      |
| 15 | Byhleguhre (Lage) | 2    | Siedlung Steinzeit, Rast- und Werkplatz Steinzeit                                         | 10039              |           |      |
| 16 | Byhleguhre (Lage) | 1    | Siedlung Steinzeit, Gräberfeld Bronzezeit, Gräberfeld Eisenzeit, Dorfkern Neuzeit         | 12184              |           |      |
| 17 | Byhleguhre (Lage) | 1    | Rast- und Werkplatz Mesolithikum, Siedlung Bronzezeit                                     | 13199              |           |      |
| 18 | Byhlen (Lage)     | 1    | Siedlung Urgeschichte                                                                     | 10048              |           |      |
| 19 | Byhlen (Lage)     | 1    | Gräberfeld Bronzezeit, Gräberfeld Eisenzeit                                               | 10049              |           |      |
| 20 | Byhlen (Lage)     | 2    | Siedlung Eisenzeit, Hort Bronzezeit, Siedlung Bronzezeit, Turmhügel deutsches Mittelalter | 10050              |           |      |
| 21 | Byhlen (Lage)     | 2    | Siedlung Eisenzeit, Siedlung Bronzezeit                                                   | 10051              |           |      |
| 22 | Byhlen (Lage)     | 1    | Dorfkern deutsches Mittelalter, Dorfkern Neuzeit                                          | 10052              |           |      |
| 23 | Byhlen (Lage)     | 1    | Siedlung Urgeschichte                                                                     | 10053              |           |      |